# Scheloribates femoroserratus
Scheloribates femoroserratus är en kvalsterart som beskrevs av Pérez-Íñigo och Baggio 1980. Scheloribates femoroserratus ingår i släktet Scheloribates och familjen Scheloribatidae. Inga underarter finns listade i Catalogue of Life.